# Пенобскот (река)
Пенобскот (англ. Penobscot River) — река в штате Мэн. Длина реки — 563 км.
Исток реки берёт начало в Аппалачах в округе Сомерсет у границы с Квебеком. Впадает в залив Мэн Атлантического океана. Река в нижнем течении загрязнена, что отрицательно влияет на жизнь индейцев в резервации и на лососёвых, заходящих в реку на нерест. Пенобскот — крупнейшая река Мэна, полностью протекающая по территории штата. На реке в 1844—1869 гг был построен Форт-Нокс, первый на территории Мэна форт из гранита.